# Gilbert Fesselet
Gilbert Fesselet (ur. 16 kwietnia 1928 w La Chaux-de-Fonds, zm. 27 kwietnia 2022) – piłkarz szwajcarski grający na pozycji obrońcy. W swojej karierze rozegrał 7 meczów w reprezentacji Szwajcarii.

## Kariera klubowa
W swojej karierze piłkarskiej Casali występował w klubach FC Bern 1894, FC La Chaux-de-Fonds i Lausanne Sports. Wraz z La Chaux-de-Fonds dwukrotnie był mistrzem kraju w sezonach 1953/1954 i 1954/1955. Zdobył też trzy Puchary Szwajcarii w sezonach 1953/1954, 1954/1955 i 1956/1957.

## Kariera reprezentacyjna
W reprezentacji Szwajcarii Fesselet zadebiutował 25 kwietnia 1954 roku w przegranym 3:5 towarzyskim meczu z RFN, rozegranym w Bazylei. W 1954 roku został powołany do kadry na mistrzostwa świata w Szwajcarii. Na nich był rezerwowym i nie wystąpił w żadnym spotkaniu. W kadrze narodowej od 1954 do 1959 roku rozegrał 7 meczów.